# Mamoa 5 do Leandro
A Mamoa 5 do Leandro é uma mamoa do período Neo-Calcolítico situada no lugar de Taím, na freguesia de Silva Escura, no Município da Maia, do Distrito do Porto.
Foi localizada em 2005, durante os trabalhos de prospecção realizados para a Carta Arqueológica do Município da Maia, tendo sido identificada com o número 6.
Encontrando-se a 120 metros de altitude, a Mamoa 5 do Leandro tem uma planta sub-circular, com cerca de 20 metros de diâmetro por 1.80 metros de altura. A sua morfologia é menos destacada a Oeste e a Sul. A Norte e Este, é visível um maior reforço pétreo (couraça), nestas zonas, não intervencionadas, adivinha-se uma acusada contenção periférica.
A câmara funerária, aberta, de configuração sub-elíptica, reforçada por um contraforte de características monumentais, tem como dimensões aproximadas 2.00 metros de largura máxima por 1.20 metros de largura mínima e 1.20 metros de altura e 3.40 metros de comprimento. Da câmara restam apenas três esteios, um lateral Norte, um lateral Sul (no final da câmara funerária) e o esteio de cabeceira com uma representação pintada a vermelho de um motivo soliforme enquadrado entre dois segmentos de reta verticalizados, do qual se fez um primeiro levantamento.
A entrada de acesso à câmara, era efectuada através de um corredor ortostático de pequena dimensão, diferenciado em alçado, orientado de nascente para poente, com as seguintes dimensões: 1.80 metros de comprimento, 1.10 metros de altura e 0.67 metros de largura.
Este espaço foi definido por 3 esteios e um pilar, a Norte, e quatro esteios a Sul. Alguns dos ortostatos do corredor eram consolidados na base através de calços, técnica semelhante verificada em alguns negativos existentes na câmara.
Foi, ainda, identificada uma das lajes de cobertura do corredor. O corredor ortostático encontrava-se encerrado por duas lajes paralelas, sub-verticalizadas, bloqueadas por uma pronunciada estrutura de fecho, composta por um amontoado de blocos graníticos imbricados. Esta estrutura impossibilitava a continuidade da ocupação ou revisitação do interior da câmara funerária. Contudo, houve deposições de artefactos cerâmicos, líticos e argila no espaço frontal à estrutura de fecho (corredor intratumular não ortostático) e na zona área do possível átrio.